# Andon Bedros IX Hassoun
Andon Bedros IX Hassoun, in italiano Antonio Pietro IX (Costantinopoli, 15 giugno 1809 – Roma, 28 febbraio 1884), è stato un cardinale e patriarca cattolico armeno.
Fu nominato cardinale della Chiesa cattolica da papa Leone XIII.

## Biografia
Andon Hassoun, nacque il 15 giugno 1809 a Costantinopoli, allora facente parte dell'Impero ottomano, ora in Turchia. Proveniva da una famiglia nobile di religione cattolica di rito armeno. Il suo cognome è anche conosciuto in altri modi come Hasoun, o Hasounean, o Hassun, così talvolta il suo nome è elencato come Antoine-Pierre IX Hassoun, come Antonio Pietro IX Hassun e come Anton Petros IX Hassounian.

### Formazione e ministero sacerdotale
Dopo aver compiuto gli studi primari a Costantinopoli, decise di seguire la sua vocazione sacerdotale, e così nel 1822 si recò a Roma a studiare presso il Seminario di San Pietro in Vaticano e presso il Pontificio Ateneo Urbano di Propaganda Fide, dove conseguì il dottorato in teologia nel 1832.
Venne ordinato presbitero l'8 settembre 1832, e subito venne assegnato a Smirne, dove venne posto a capo della parrocchia armeno cattolica. Più tardi, venne trasferito a Costantinopoli, dove prestò servizio in diverse parrocchie e divenne cancelliere e vicario generale della sede primaziale.

### Ministero episcopale
Venne eletto arcivescovo titolare di Anazarbo e nominato vescovo coadiutore con diritto di successione della sede metropolitana e primaziale di Costantinopoli degli Armeni il 7 giugno 1842. La sua elezione venne effettuata in base a un decreto della Sacra Congregazione di Propaganda Fide del 9 maggio, 1842, e venne approvata da papa Gregorio XVI il 23 maggio seguente, senza la consultazione abituale effettuata con il popolo e il clero. La sua consacrazione episcopale avvenne il 19 giugno 1842, nella chiesa del Palazzo di Propaganda Fide, a Roma, per mano del cardinale Giacomo Filippo Fransoni, prefetto della Sacra Congregazione di Propaganda Fide, assistito da Ignazio Giovanni Cadolini, arcivescovo titolare di Edessa di Osroene e segretario di Propaganda Fide, e da  Giuseppe Rosati, primo vescovo di Saint Louis, negli Stati Uniti d'America. Successe a Boghos Maroushian come arcieparca di Costantinopoli degli Armeni il 2 agosto 1846. Con la sua nomina, egli ebbe la giurisdizione sull'Armenia, l'Asia Minore, la regione di Costantinopoli e la Turchia europea. Tuttavia la sua elevazione provocò un forte malcontento nella comunità armena, che era gelosa dei suoi privilegi tradizionali nell'elezione dei vescovi. Era anche prelato armeno civile, ma rinunciò al titolo (che era l'unico contatto ufficiale tra la Sublime porta e cattolici, e permetteva allo stesso tempo di coniugare il potere religioso e potere civile) nel 1848, per evitare discordia con i suoi fedeli; riprese il titolo nel 1860. Divenne assistente al Pontificio Trono il 15 febbraio 1859. Dopo la morte del patriarca Krikor Bedros VIII Der Asdvadzadourian, venne eletto dal Sinodo armeno di Bzoummar a patriarca di Cilicia degli Armeni (con residenza in Libano), il 14 settembre 1866. Prese il nome Andon Bedros IX. Il 12 luglio 1867 confermò la sua elezione e, Pio IX, con la bolla papale Reversurus, unì l'arcieparchia di Costantinopoli e il patriarcato di Cilicia degli Armeni vennero uniti, e così il patriarcato venne trasferito a Costantinopoli; vennero inoltre modificate le norme relative all'elezione dei vescovi, e ciò provocò uno scisma. Il 12 luglio 1867, gli venne anche concesso il pallio. Dal 1869 al 1870 partecipò al Concilio Vaticano I, dove fu membro della Commissione dogmatica, e fu classificato tra i sostenitori della definizione dell'infallibilità papale. La scomunica pronunciata da papa Pio IX contro i suoi fedeli scismatici il 14 giugno 1872, produsse, nel luglio dello stesso anno, l'espulsione del patriarca, che si rifugiò a Roma. Il sultano dell'Impero ottomano Abdul Aziz, sotto la pressione della Francia, riconobbe nel 1874 la Chiesa che era rimasta fedele a Roma diversa dalla Chiesa scismatica e il patriarca fu in grado di tornare a Costantinopoli nel 1876. Il 18 aprile 1879, gli scismatici si riconciliarono ufficialmente con la Santa Sede. Durante il suo ministero, egli si adoperò in diversi campi: fondò un seminario a Costantinopoli, costruì numerose chiese e scuole, stabilì rapporti migliori con il potere civile, e fondò il 5 giugno 1847, la Congregazione delle Suore armene dell'Immacolata Concezione. Il suo impegno, gli fece meritare la porpora cardinalizia.

### Cardinalato
Venne creato cardinale nel concistoro del 13 dicembre 1880, da papa Leone XIII, ricevendo la berretta rossa e il titolo presbiterale dei Santi Vitale, Valeria, Gervasio e Protasio, il 16 dicembre 1880. Non passò molto tempo che venne nominato membro della Sacra Congregazione di Propaganda Fide, della Sacra Congregazione per le Chiese orientali, della Sacra Congregazione dell'Indice e della Sacra Congregazione dei riti. Si dimise dal patriarcato nel giugno 1881, lasciando il posto a Stepanos Bedros X Azarian. Contribuì poi alla fondazione del Pontificio collegio armeno, che è il seminario armeno di Roma, situato accanto alla chiesa di San Nicola da Tolentino di cui divenne responsabile. Egli fu il primo prelato di rito orientale ad essere creato cardinale.

### Morte
Il cardinale morì il 28 febbraio 1884, a Roma, all'età di 74 anni, a causa di una pleuropolmonite. La sua salma venne esposta nella Basilica di Sant'Andrea delle Fratte a Roma, per poi essere sepolta nella cappella dei Padri Minimi di San Francesco di Paola, del cimitero del Verano. Una targa lo commemora nel lato destro della cappella di San Gregorio Illuminatore, nella chiesa di San Nicola da Tolentino; il suo galero cardinalizio pende ancora dal soffitto di quella chiesa.

## Genealogia episcopale e successione apostolica
La genealogia episcopale è:
- Cardinale Scipione Rebiba
- Cardinale Giulio Antonio Santori
- Cardinale Girolamo Bernerio, O.P.
- Arcivescovo Galeazzo Sanvitale
- Cardinale Ludovico Ludovisi
- Cardinale Luigi Caetani
- Cardinale Ulderico Carpegna
- Cardinale Paluzzo Paluzzi Altieri degli Albertoni
- Papa Benedetto XIII
- Papa Benedetto XIV
- Papa Clemente XIII
- Cardinale Bernardino Giraud
- Cardinale Alessandro Mattei
- Cardinale Pietro Francesco Galleffi
- Cardinale Giacomo Filippo Fransoni
- Cardinale Andon Bedros IX Hassoun

La successione apostolica è:
- Vescovo Antonio Clemente Chichemanian (1850)
- Vescovo Timoteo Francesco Astardjian (1850)
- Vescovo Joseph Gregory Hadjian (1850)
- Vescovo Gregorio Bahadourian (1850)
- Vescovo Giuseppe Arachial (1852)
- Vescovo Giovanni Selvian (1855)
- Vescovo Pierre Tilkian (1858)
- Vescovo Antonio Halagi (1859)
- Vescovo Giovanni Battista Ghiurekian (1865)
- Vescovo Stefano Melchisedechian (1866)
- Vescovo Stefano A. Israelian (1866)
- Patriarca Stepanos Bedros X Azarian (1877)
- Vescovo Carlo Arakelian (1877)
- Vescovo Garabed Khadifian, I.C.P.B. (1877)
- Vescovo Clément Mikaelian (1877)
- Vescovo Paolo Marmarian (1877)